# 8 femei
8 femei (în franceză: 8 Femmes) este o comedie franceză a casei Amblin Mars Films din 2002 în regia lui François Ozon. Protagonistele filmului sunt 8 femei, aflate într-o continuă luptă de a-și găsi un alibi, dintre care se remarcă Catherine Deneuve și Danielle Darrieux.

## Caseta tehnică
Titlu în română: 8 Femei

Titlu original: 8 Femmes

Limba originală: franceză

Anul filmărilor: 2002

Premiera în România: 2.08.2002

Regia: François Ozon

În rolurile principale: Catherine Deneuve (Gaby), Danielle Darrieux (Mamy)

## Prezentare
Într-un conac înzăpezit, ne este prezentată o familie în pragul sărbătorilor de iarnă. Totuși, capul familiei și singurul bărbat al casei este ucis, iar toate femeile se suspectează una pe alta. Încercând să-și furnizeze un alibi, se pârăsc între ele, și se ajunge la concluzia că suspecte sunt mai multe decât se credea inițial, și anume Gaby, soția (Catherine Deneuve), Mamy, soacra (Danielle Darrieux), Louise, camerista (Emmanuelle Beart), Pierette, sora (Fanny Ardant), d-ra. Chanel, menajera (Firmine Richard), Augustine, cumnata (Isabelle Huppert), Suzon, fiica cea mare (Ludivine Sagnier) și Catherine, fiica cea mică (Virginie Ledoyen).
Femeile află la sfârșit că Catherine a înscenat moartea tatălui său, pentru ca el să poată afla gândurile femeilor din viața sa. D-ra Chanel descoperă adevărul și când dorește să povestească totul este speriată de Catherine și păstrează tăcerea. În final, fiica cea mică a familiei povestește totul și pe când deschide ușa la camera tatălui său, îl surprinde în timpul sinuciderii.

## Distribuție
- Danielle Darrieux - Mamy
- Isabelle Huppert - Augustine
- Catherine Deneuve - Gaby
- Virginie Ledoyen - Suzon
- Ludivine Sagnier - Catherine
- Fanny Ardant - Pierrette
- Emmanuelle Béart - Louise
- Firmine Richard - Madame Chanel
- Dominique Lamure - Marcel, victima